# Salm-Blankenburg
Salm-Blankenburg fou un comtat del Sacre Imperi Romanogermànic sorgit el 1246 per divisió del comtat de Salm Nou.
Aquesta línia es va extingir el 1506 i el seu territori va passar al ducat de Lorena.